# Corpus iuris civilis

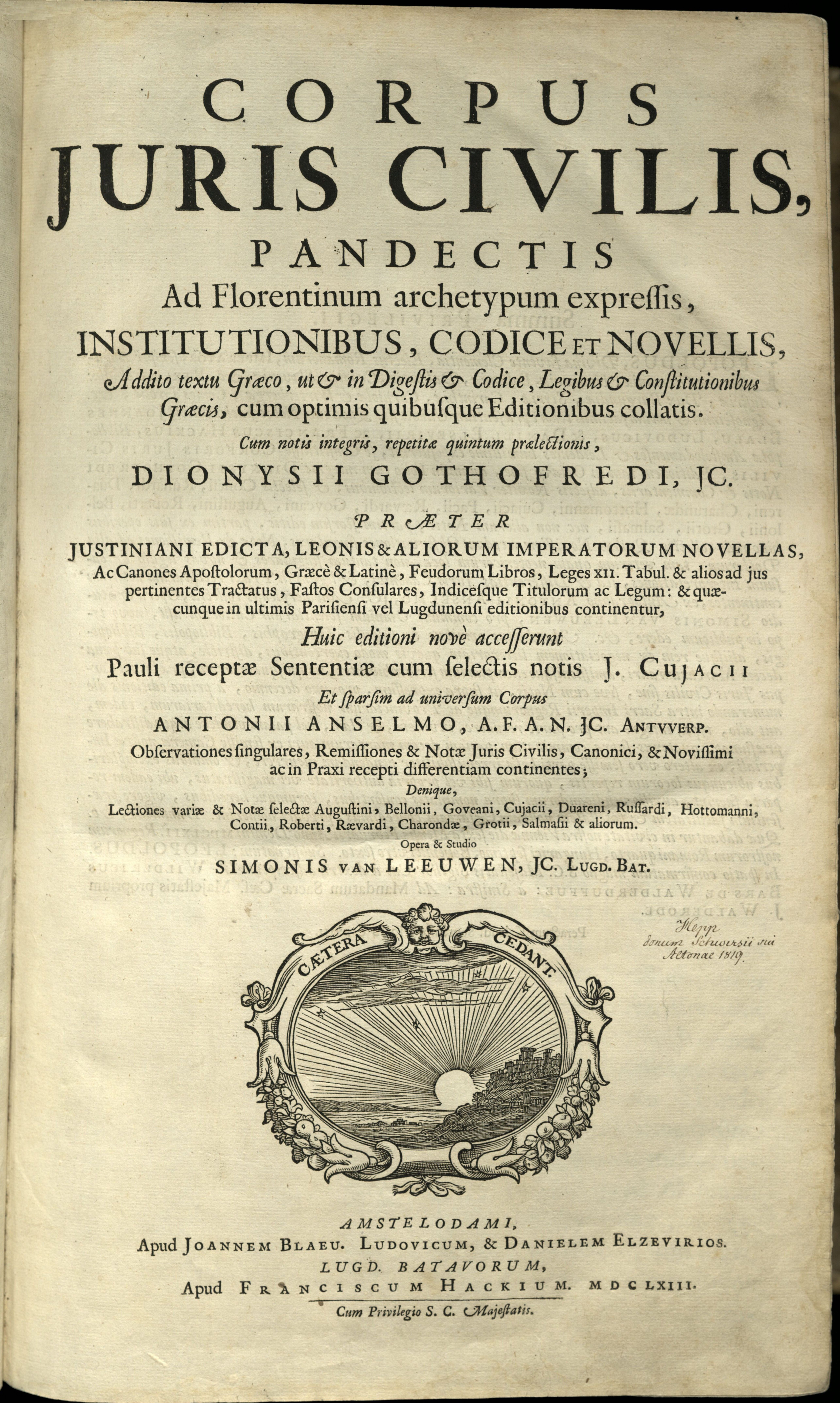
Corpus iuris civilis, 1663

Das Corpus Iuris Civilis (abgekürzt CIC, zur besseren Unterscheidung vom kirchlichen Corpus Iuris Canonici, auch CICiv, dt.: „Bestand des zivilen Rechts“) ist eine spätantike Gesetzessammlung des oströmischen Kaisers Justinian aus den Jahren 528 bis 534 n. Chr. Die Kompilationen wurden begrifflich zunächst als Corpus iuris bekannt und tragen den zusätzlichen Hinweis auf das Privatrecht (civilis) seit der Zeit des französischen Humanismus.
Die in einer späten Restaurationsphase römischer Reichskultur entstandene Sammlung umfasste vorklassisches und in der Hauptsache klassisches Privatrecht. Ergänzt wurde es durch nachklassische Rechtsanordnungen, die vornehmlich durch Kaiserkonstitutionen ergingen. Aufgrund der verfolgten Anpassungs- und Vereinfachungsbestrebungen entstand ein – weiterhin kasuistisch geprägtes – Vulgarrecht, das in den Mantel des Gesetzesrechts gekleidet wurde. Nach dem Ende der Antike geriet es zunächst weitgehend in Vergessenheit. Erst ab dem frühen 12. Jahrhundert wurde es mit der Bergung einer Handschrift der Digesten wiederentdeckt. In einem sich heranbildenden Universitätsbetrieb begann man es wissenschaftlich zu behandeln und unterzog es einer Vielzahl von Bearbeitungen, die einer modernen Praxistauglichkeit dienen sollten. Ausgangspunkt für die Arbeiten waren die Glossatoren und im Anschluss die Kommentatoren.
Das Corpus bestand aus vier Büchern und war jahrhundertelang die wichtigste Textgrundlage des in weiten Teilen Europas bis ins 19. Jahrhundert angewandten römischen Rechts. Teil des Gemeinen Rechts im Heiligen Römischen Reich wurde es kraft Gewohnheitsrecht und im Rahmen der Idee einer translatio imperii. Sein Inhalt unterlag mehrstufigen und vielschichtigen Rezeptionsprozessen auch ist die Sammlung in zahlreiche moderne Gesetzeswerke und Rechtsordnungen eingegangen. Wie kein anderes Recht unterlagen die Texte des Corpus einer eingehenden Rezeptionsgeschichte. Bis heute haben sie große Bedeutung für die Rechtshistoriographie.

## Name
Der neuzeitliche Werktitel Corpus Iuris Civilis wurde erst im Humanismus geläufig. Prominent erscheint er auf der 1583 erschienenen Druckausgabe der justinianischen Texte von Dionysius Gothofredus und hat sich seither allgemein durchgesetzt. Die Bezeichnung der Sammlung als Corpus iuris („Korpus des Rechts“) entspricht dagegen dem zeitgenössischen justinianischen Sprachgebrauch und findet sich auch im Mittelalter, etwa bei dem Glossator Accursius im 13. Jahrhundert.

## Entstehung
Erste Kodifikationsversuche hatte bereits Diokletian unternommen, der um 300 n. Chr. die Privatsammlungen der Codizes Gregorianus und Hermogenianus auf den Weg brachte. Allein, sie blieben Stückwerk; ebenso wie der Codex Theodosianus, dessen Kompilatoren nur in der Lage waren, Konstitutionen der vergangenen 125 Jahre aufzuarbeiten. Die beiden Privatsammlungen und der theodosianische Codex wurden Bestandteil des Corpus.
Den historischen Hintergrund der Neukodifikation im 6. Jahrhundert bildete der stetige und schon von Zeitgenossen wie Johannes Lydos als unaufhaltsam wahrgenommene Einflussverlust der römisch-lateinischen Kultur der klassischen Zeit im vorwiegend griechisch geprägten Oströmischen Reich, das nach dem Untergang Westroms den Anspruch auf die Nachfolge des Imperium Romanum erhob. Justinian (der letzte römische Kaiser, dessen Muttersprache Latein war) orientierte sich in diesem Punkt, darin weiten Teilen der damaligen Oberschicht ähnlich, die ihre römische Identität zu betonen suchten, an der Vergangenheit und bezog sich ausdrücklich auf die bedeutende Rechtsliteratur der römischen Kaiserzeit, an die demonstrativ angeknüpft werden sollte. Er beschloss deshalb, das differenzierte römische Recht, das in einer verwirrenden Vielzahl an Rechtsquellen (alte Gesetze, Kaisersprüche, Schriften von Juristen etc.) verstreut existierte, bezüglich seiner noch brauchbaren und auch erneuerbaren Anteile in einem Werk zusammenzufassen, um es dann zu bewahren. Dabei sollte dasjenige Recht ausgeschieden werden, das in der Spätantike aufgrund veränderter Bedingungen keine Geltung mehr beanspruchen konnte; soweit nötig, wurden die alten Rechtsquellen auf Widerspruchsfreiheit geprüft, die Proömien gestrichen, ebenso Wiederholungen, und Veraltetes ausgemustert. Vieles an Rechtsmasse blieb vollständig unberücksichtigt. Wichtig war es Justinian, dass die historische Reihenfolge des Erlasses der alten Quellen unter passenden Titeln eingehalten wurde, was die Redakteure dazu berechtigte, Änderungen an Text und Wortlaut vorzunehmen. Einer Zielvorgabe entsprach auch, dass das Textverständnis erleichtert würde.
Unter Leitung des hochgebildeten quaestor sacri palatii Justinians, Tribonian, wurden die noch gültigen Kaisererlasse, die ab der Regierungszeit Hadrians (117 bis 138 n. Chr.) verfasst worden waren, in einer sechsköpfigen Kommission der Zentralbürokratie herausgesucht und beraten. Den Kompilatoren standen letztlich 225 Juristenschriften unterschiedlichen Umfangs, insgesamt 1517 Buchrollen aus Papyrus (libri), zur Verarbeitung zur Verfügung. Detlef Liebs geht aufgrund der Zählung von Überlieferungen davon aus, dass insgesamt über 300 Juristenschriften und mehr als 2000 libri existierten. Das Ergebnis der Kodifikationsarbeit wurde schließlich Bestandteil des Codex Iustinianus und im Sinne des Grundgedankens der Inauguralkonstitution (Constitutio Summa § 3), dass der Codex ab April des Jahres 529 „für alle Zeiten gelten solle“, promulgiert. Erstmals veröffentlicht wurde die Kodifikation im Jahr 529. Ende 533 erlangte dann eine Zweitauflage Rechtskraft, der Codex repetitae praelectionis, eingeleitet durch die Constitutio Cordi; sie gab bereits modifiziertes Recht wieder. Diese Fassung ist, abgesehen von einigen Papyrusfragmenten der Erstkodifikation, die allein erhalten gebliebene. Zur Vermeidung von Missverständnissen ordnete Justinian für die Gerichtspraxis zusätzlich an, dass verbliebene Widersprüche, die durch die dem Gericht vorgelegten Rechtstexte dadurch entstehen, dass diese auf bei der Kompilation übersehenes aufgehobenes Recht verweisen, zur Unbeachtlichkeit des der Verweisung zugrundeliegenden Textes führen. Sie durften im Prozess nicht angeführt werden.
Als Einleitung für das viergliedrige Gesamtwerk wurden die Institutiones Iustiniani vorangestellt, ein Anfängerlehrbuch (für den Rechtsunterricht), das sich an alte Lehrbücher anlehnte, insbesondere an das Werk des Hochklassikers Gaius. Die Institutionen wurden 533 zusammen mit der Zweitauflage des Codex promulgiert. Ebenfalls aus dem Jahr 533 stammt der Mittelteil des Gesamtwerks, die Digesten, die auch als Pandekten bezeichnet werden. Den Abschluss bildeten zwei Jahre später – 535 – die Novellae. Dabei handelte es sich um eine Sammlung von Nachtragsgesetzen (leges novellae), die im Gegensatz zu den im Codex untergebrachten vorangegangenen Kaisererlassen ausschließlich aus der justinianischen Zeit stammten. Zumeist sind sie lediglich in griechischer Fassung überliefert. Die Bücher des Corpus dienten dem Rechtsverkehr, der Rechtstheorie und dem Rechtsunterricht gleichermaßen: In den ersten vier Jahren des Studiums wurden Auszüge aus der klassischen Rechtsliteratur studiert und im letzten, dem fünften, Jahr die Kaiserkonstitutionen.
Die Kompilation des römischen Rechts in einem umfassenden Werk stellte eine Meisterleistung dar, besonders angesichts der Kürze der Zeit. Teilweise wird vermutet, dass Justinian sich bereits vor Regierungsantritt mit einer Kodifikation des Rechts auseinandergesetzt haben könnte und entsprechend vorplante. Mit seiner Veröffentlichung wurden diverse Gesetzeswerke überflüssig, weil sie entweder einbezogen wurden oder unpassend geworden waren. Auch für den praktischen Rechtsverkehr stellte das Corpus eine erhebliche Erleichterung für die Prozessführung dar. Zur Problematik der Umgestaltungen des hergebrachten Rechts unter Justinian gibt es umfangreiche Literatur. In mancherlei Hinsicht, so beispielsweise bezüglich der Rechtsstellung von Frauen und Sklaven, handelte es sich beim Corpus iuris civilis um ein aus heutiger Perspektive geradezu fortschrittliches Gesetzeswerk. Aus dem Blickwinkel der damaligen Zeit trug es hingegen recht konservative Züge, da in gleich mehreren Punkten ein letztes Mal der römischen Rechtstradition der Vorrang gegenüber den Forderungen der christlichen Kirche eingeräumt wurde. So blieb beispielsweise die Scheidung noch immer ausdrücklich erlaubt, und auch die privatrechtliche Stellung der Frau, die sich im Verlauf der römischen Kaiserzeit stetig verbessert hatte, war nach dem Gesetz noch deutlich privilegierter als später im christlichen Mittelalter.

## Aufbau und Abfassungszeit
Die Teile des Corpus Iuris Civilis sind:
- Institutiones (= ein juristisches Lehrbuch zur Einführung in Codex und Pandekten, das vom Gesetzgeber gleich mitveröffentlicht wurde und somit besondere Autorität hat. Nicht zu verwechseln sind die Institutionen mit den Institutiones des Gaius. Die Institutionen orientieren sich lediglich an dem Werk des Gaius.)
- Pandekten | Digesta (lateinisch: geordnete Darstellung) oder Pandectai (griechisch: allumfassend), 533/534 (= Zusammenfassung des geltenden Rechts)
- Codex Iustinianus (= gesammelte noch gültige Kaisergesetze seit dem 2. Jahrhundert n. Chr.)
- Novellae: Kaiserliche Gesetze, die nach dem Jahr 534 erlassen wurden, wurden in verschiedenen Novellensammlungen gesammelt und veröffentlicht. Obwohl die Novellen Justinians auf Latein und, soweit sie den Osten betrafen, daneben auch auf Griechisch publiziert worden sein dürften, ging die offizielle lateinische Version in den allermeisten Fällen früh verloren, da man in Ostrom ab dem 7. Jahrhundert kein Latein mehr verstand, weshalb man sehr lange irrtümlich annahm, es habe sie nicht gegeben.[17] Im Mittelalter war dann in Westeuropa das sogenannte Authenticum verbreitet – eine Novellensammlung mit 134 Novellen: die griechischen nun in lateinischer (Rück-)Übersetzung. Heute wird üblicherweise eine Novellensammlung mit 168 Novellen verwendet: die griechischen in der Originalsprache.

Die einzelnen Teile des Corpus Iuris Civilis sind in Bücher eingeteilt und jedes Buch wiederum in Titel. Jeder Titel wiederum ist in leges unterteilt, die gelegentlich eine Untergliederung in Paragraphen aufweisen können.

## Geschichte desCorpus iurisin Spätantike und Frühmittelalter
Die Rezeption des antiken Rechts im Mittelalter sollte sich als ein wichtiger Aspekt bei der Entwicklung des modernen Rechts erweisen. In der Spätantike zerfiel das Römische Reich faktisch (nicht staatsrechtlich) in zwei Reichsteile. Das Weströmische Reich ging im Verlauf der Völkerwanderung unter, während sich das Oströmische Reich noch jahrhundertelang halten konnte; bis ins 7. Jahrhundert blieb Ostrom dabei ein erkennbar römisch-spätantiker Staat. Wohl weil Kaiser Justinian I. aus einer der lateinischsprachigen Balkanprovinzen stammte, lag es für ihn nahe, das alte Römische Reich wiederherzustellen. Er führte eine Restaurationskampagne (gegen Vandalen, Ostgotenreich und Westgotenreich), so dass die Oströmer im Westen teilweise wieder Fuß fassen konnten. In dieser Zeit des Aufbruchs wurde das Corpus iuris geschaffen und ab 529 auch in den wiedergewonnenen Gebieten im Westen in Kraft gesetzt. Jedoch konnte das Oströmische Reich große Teile seiner bis 554 wiedergewonnenen Gebiete in Italien nicht lange gegen die seit 568 anrückenden Langobarden halten; bis 625 fiel Südspanien wieder an die Westgoten, und Africa ging dann gegen Ende des 7. Jahrhunderts an die Araber verloren. Das Corpus iuris galt in Italien zwar für die römischen Bürger weiter, doch war es von der weiteren Rechtsentwicklung weitgehend abgeschnitten. Recht wurde nur noch über die Novellen der oströmischen Kaiser in Byzanz gesetzt, wo sich das Griechische nach Justinian immer mehr durchsetzte. Deshalb wurden auch die meisten Novellen der Novellensammlungen (s. o.) nach 535 nicht nur auf Latein, sondern daneben in griechischer Sprache abgefasst – nur jene Gesetze, die sich explizit auf die lateinischsprachigen Gebiete des Reiches oder auf das gesamte Imperium Romanum bezogen, führten zu Ausnahmen. Doch spätestens ab dem 7. Jahrhundert wurde das Lateinische im Osten ungebräuchlich, sodass Griechisch nunmehr die Rechtssprache wurde und das Corpus iuris übersetzungspflichtig wurde. Die lateinische Version der meisten Novellen ging verloren (s. o.).
Im westlichen Teil des ehemaligen Römischen Reiches blieb das Corpus iuris, auf das zum Beispiel Papst Gregor der Große um 600 wiederholt Bezug nahm, noch eine gewisse Zeit bekannt. Das einst hochkomplexe klassische römische Recht war auf die aktuellen Lebensumstände der Zeit Justinians angepasst und verkürzt worden. Die einhergehende Simplifizierung geschah nicht erst durch den Einfluss germanischer Rechtsbräuche, vielmehr war sie schon in den spätantiken Entwicklungen, später bekannt geworden als Vulgarrecht, angelegt gewesen. Nach der Völkerwanderung fehlte dem Corpus allerdings die Interpretation durch entsprechend versierte Juristen und einschneidender noch, die Gesetzestexte fanden keinen gesellschaftlichen Rückhalt mehr, weil sich die Rechtsvorstellungen verändert hatten. Die germanischen Herrscher der Nachfolgereiche erließen eigene Gesetze, Sammlungen von römischen und germanischen Rechten (siehe insoweit auch: Germanische Stammesrechte). Letztere basierten eher auf dem (älteren) Codex Theodosianus von 438 als auf dem Codex Iustinianus. Man beschäftigte sich demzufolge auch immer weniger mit dem römischen Recht – dies umso eher, als die oströmischen Kaiser nach 600 ihren politischen Einfluss auf Westeuropa weitgehend einbüßten und ihr Reich in eine tiefe Krise geriet. Um diese Zeit verlor Latein im Osten endgültig den Status einer Rechts- und Verwaltungssprache, so dass die byzantinischen Gelehrten das Corpus iuris fortan regelmäßig nicht mehr verstanden.
Der umfangreichste Teil des Corpus iuris, die Digesten, geriet ab Mitte des 7. Jahrhunderts in West und Ost in Vergessenheit. Für Jahrhunderte waren die Digesten damit „verschollen“, bis sie Mitte des 11. Jahrhunderts wiederentdeckt wurden, in der Darreichung der Handschrift der sogenannten Littera Florentina. Daran schloss sich eine bewegte Zeit der Auseinandersetzungen mit den Fragmenten des Textes an, verstärkt vorangetrieben ab der zweiten Hälfte des 11. Jahrhunderts durch Irnerius von Bologna.

## Wiederentdeckung und Rezeption

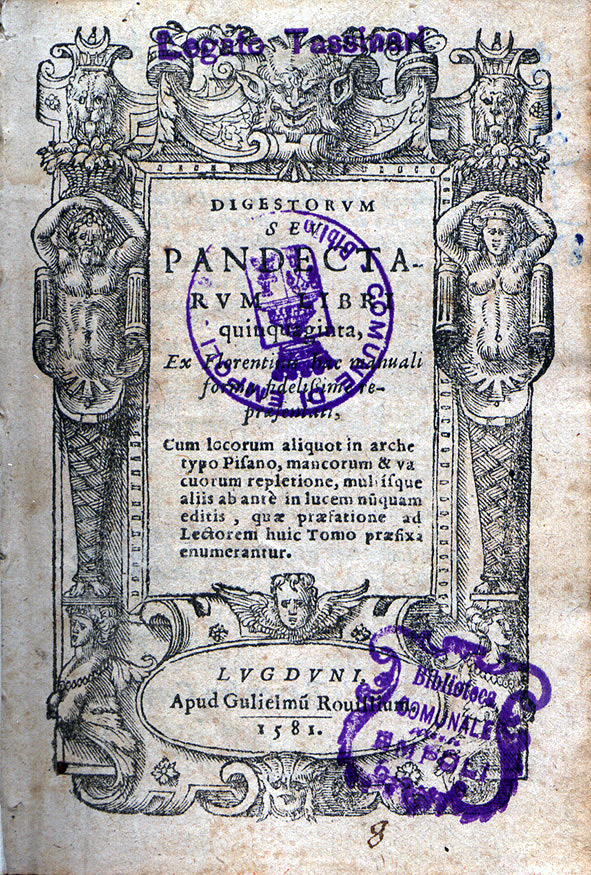
Digestorum, seu Pandectarum libri quinquaginta. Lugduni apud Gulielmu[m] Rouillium, 1581. Biblioteca Comunale „Renato Fucini“ di Empoli

Die Wiederentdeckung der Digesten durch oberitalienische Gelehrte ebnete den Weg für die Entstehung der modernen Rechtswissenschaft. Durch die Vervollständigung der justinianischen Quellen hatte das Gesamtwerk eine Bedeutung erlangt, die als Offenbarung verstanden wurde. Dem Werk wohnte die ratio scripta inne, mit ihr verbunden, unbeschränktes Vertrauen. Als erster bearbeitete Irnerius das Werk in großem Umfang wissenschaftlich. Es wird davon ausgegangen, dass er ausgebildeter Rhetoriklehrer war, der viel Erfahrung mit antiken Texten, darunter Rechtsliteratur, hatte. In der Zeit des Irnerius lieferten gegenwartsbezogene Rechtstexte kein den Digesten vergleichbares Niveau. Die germanischen Rechtsaufzeichnungen des frühen Mittelalters wurden im Vergleich zum wiederentdeckten römischen Recht von den späteren humanistischen Juristen gar als „Barbarengesetze“ abgetan. Irnerius muss über die Qualität der Digesten erstaunt gewesen sein, weshalb er sich dafür interessierte, die weitgehend unbekannte Materie zu erschließen. Er unterrichtete die Digesten auch, zunächst wohl im Rhetorikunterricht, später im Rechtsunterricht.
Diejenigen Schüler, die die wissenschaftliche Beschäftigung mit den Digesten und dann auch den anderen Teilen des Corpus iuris fortsetzten, waren die sogenannten Glossatoren. Sie gingen aus der neu gegründeten Rechtsschule von Bologna hervor. Das Studium dort war bald von so hohem Ansehen, dass Studenten aus ganz Europa nach Bologna strömten, um die Texte kennenzulernen. Später entstanden auch an anderen Orten, zunächst Oberitaliens, dann in ganz Europa Universitäten mit wissenschaftlichem Rechtsunterricht (vgl. Gemeines Recht). Nach klassischer Auffassung geschah die Arbeit der Glossatoren als Glossierung des geltenden Rechtes, da die römisch-deutschen Könige im Rahmen der Idee einer translatio imperii die Nachfolger der römischen Kaiser seien. Diese Auffassung wird jedoch als übertrieben angesehen, so soll die Arbeit davon angetrieben worden sein, dass das Corpus iuris als eine „Art zeitlose Rechtsoffenbarung“ angesehen wurde. Die Idee einer translatio imperii wurde auch nur innerhalb des Reiches als eine mögliche Geltung römischen Rechtes rezipiert. So ist bekannt, dass im frühen 15. Jahrhundert die Idee gegenüber den Städten Volterra und Lucca vertreten wurden, die zur terra imperii gehörten. Eine Rezeption des römischen Rechtes hing dabei stark von der kaiserlichen Autorität ab und mit zunehmender Schwäche dieser Autorität begann das Argument der translatio imperii aus der rechtswissenschaftlichen Diskussion zu verschwinden. An seine Stelle trat eine Geltung des römischen Rechtes aufgrund eines angeblich von Lothar III. erlassenes Gesetz von 1137. Zuerst taucht diese Stelle in nicht-juristischer gelehrter Literatur, beim Reformator Philipp Melanchthon, auf.
Nach dem Studium gingen die Studenten als gelehrte Juristen wieder in ihre Heimatländer zurück, um dort zunächst hohe Ämter in der kirchlichen und in der weltlichen Verwaltung zu übernehmen. In der Ausübung ihrer Aufgaben konnten die Juristen ihre am römischen Recht erlernten Fähigkeiten anwenden, teils wendeten sie auch Rechtsinhalte des Corpus iuris praktisch an. Später übernahmen die in Bologna ausgebildeten Juristen auch Ämter in der Rechtsprechung und verdrängten dort allmählich die „ungelehrten Richter“ (Laienrichter), die das Römische Recht nicht studiert hatten, sondern Recht aufgrund lokaler Rechtsgewohnheiten sprachen. Ein Höhepunkt dieser Entwicklung ist die Schaffung des Reichskammergerichts, des höchsten Gerichts im Heiligen Römischen Reich, in dem die Hälfte der rechtsprechenden Assessoren gelehrte Juristen sein mussten. Das römische Recht (und damit auch das CIC) spielte bereits in der Reichspolitik der römisch-deutschen Kaiser ab Friedrich I. Barbarossa eine nicht zu unterschätzende Rolle, da die Kaiser auf Grundlage des spätantiken Rechts versuchten, ihre eigene Position zu stärken. Der letzte Kaiser, der dann Gesetze in das CIC einfügen ließ, war Heinrich VII. zu Beginn des 14. Jahrhunderts. Nach Einschätzung von Historikern ist jedoch die Rolle des CIC in dieser Zeit aber auch nicht zu überschätzen, so sei „die Bedeutung des Privatrechts im Mittelalter äußerst gering.“ Nach der Einschätzung einiger Wissenschaftler förderten diese kaiserlichen Handlungen, wie unter anderem, dass sich Friedrich I. beim Reichstag von Roncaglia 1158 von vier Juristen aus Bologna beraten ließ, und insbesondere die Berufung von ausgebildeten Juristen aber die Rezeption des römischen Rechtes als Teil des römisch-kanonischen Rechtes.

### Lotharische Legende und usus modernus
Im 16. Jahrhundert wurde die Geltung des römischen Rechtes nicht mehr auf die Idee einer translatio imperii gestützt, sondern auf das Gesetz Lothar III., bekannt geworden auch als Lotharische Legende. Hermann Conring analysierte die Legende und kam zu dem Schluss, dass die Darstellung der Wahrheit kaum entsprechen konnte. Seiner Auffassung nach habe sich das römische Recht im Wege der vielfältigen wissenschaftlichen Rezeptionen verbreitet und seine praktische Anwendung sei Ausdruck der Geltung von Gewohnheitsrecht. Auch sah Conring die Rezeption des Corpus iuris civilis rein historisch, das Corpus hätte durch Entwicklungen des germanischen Recht, wie den Sachsenspiegel, ersetzt werden sollen. Nach Entwicklungen dieser Art galt das Corpus nicht mehr in Kraft via in complexu, jeder Rechtssatz musste sich seine Geltung durch den Nachweis einer „tatsächlichen Rezeption“ erst verdienen.
Das Corpus iuris civilis bildete im kontinentalen Europa, in stiller Übereinkunft und über nahezu dreizehn Jahrhunderte Dauer, neben dem Corpus iuris Canonici die maßgebliche Rechtsquelle für das Gemeine Recht. Diese Übereinkunft wird in einigen rechtshistorischen Schriften als eine Rezeption kraft Gewohnheitsrechtes beschrieben. In der Praxis kam es zu einer Kombination von römischem, kanonischem und einheimischem Recht, dem sogenannten usus modernus. Dieser brachte in späterer Entwicklung auch einige Kodifikationen hervor, etwa den Codex Maximilianeus Bavaricus Civilis von 1756, der das römische Recht in Bayern in rein subsidiäre Wirkung abdrängte.

### Zeit ab dem Aufkommen des Naturrechts
Mit dem Wiederaufleben des Naturrechts verständigten sich einige Länder Kontinentaleuropas auf die Ablösung des Corpus. Sie schufen nationale Rechtskodifikationen. Sie bauten allerdings auf dem wissenschaftlich bearbeiteten Recht des Corpus iuris civilis auf. In seiner Tradition stehen der französische Code civil, das preußische Allgemeine Landrecht und auch das österreichische Allgemeine bürgerliche Gesetzbuch. In Deutschland galt das Corpus in verschiedenen Gebieten bis zum Inkrafttreten des Bürgerlichen Gesetzbuchs (BGB) am 1. Januar 1900 fort, wenn auch nur subsidiär. Auch das BGB hat seine Wurzeln im wissenschaftlich bearbeiteten CIC. Damit beschäftigt sich die Pandektenwissenschaft.

## Interpolationskritik
Sehr spät erst setzte die sogenannte Interpolationenkritik ein. Es handelt sich um eine in der zweiten Hälfte des 19. Jahrhunderts beginnende romanistische Forschung, die Untersuchungen darüber durchführt, inwieweit alte klassische Rechtstexte in der Spätantike verändert, verfälscht oder missdeutet wurden. Um die Rechtspflege nicht zu gefährden, wurde sie über viele Jahrzehnte unterdrückt, denn die Autorität des CIC durfte nicht untergraben werden.
In erster Reihe und umfassend machten sich Otto Lenel, Otto Gradenwitz und Fridolin Eisele in Deutschland um die Kritik der justinianischen Texte verdient, in Italien war auf dem Gebiet vornehmlich Ilario Alibrandi tätig. Nachdem zunächst noch davon ausgegangen worden war, dass alle nicht-klassischen Anteile des CIC auf Justinians persönliches Einwirken und das seiner Beamten zurückzuführen seien, verdeutlichten Joseph Aloys August Partsch und Fritz Pringsheim seit den 1910er Jahren, dass veruntreuende Glosseme und Textänderungen schon in früheren – vor Justinians Ära liegenden – Zeiten vorgenommen wurden. Beide Wissenschaftler legten offen, dass die nachklassischen Textgestalter sich der ursprünglichen Rechtsmasse in verschiedenen Zeiten genähert haben mussten und in schwer zu identifizierenden Schichten die Originale zunehmend verbargen, vermuteten andererseits aber, dass oströmische Rechtsschulen dafür verantwortlich gewesen seien.
Erst Ernst Levy repräsentiert den heutigen Forschungsstand. Er deckte auf, dass sehr viele klassische Textfassungen bereits im 3. und frühen 4. Jahrhundert abhandenkamen und für Justinian gar nicht mehr zur Verfügung standen. Als Ursache führt er das bewusste Eingriffen in die Materien an. Diese waren den Juristen der Zeit zu kompliziert geworden und waren deshalb zu trivialisieren. Diese Prozesse gingen von den westlichen Rechtsschulen aus. Die Textüberarbeitungen erfüllten dabei den Zweck der Vereinfachung der Rechtspraxis. Fritz Schulz, H. J. Wolff und Franz Wieacker wandten sich in der Folge einer methodisch fein ausgearbeiteten, in der Folgezeit in Teilen auf revisionspflichtigen, „Textstufenforschung“ zu. In Anlehnung an den italienischen Forscher Salvatore Riccobono, der die bis hierher beschriebenen Vorgänge als innere Evolution bezeichnete, betont Max Kaser schließlich den ab dem 5. Jahrhundert verstärkt auf das römische Recht einwirkenden Hellenismus, dessen rechtliche Aufarbeitung in erheblichen Teilen bis heute ausstehe.

## Ausgaben desCorpus iuris civilis
- Theodor Mommsen, Paul Krüger (Hrsg.): Corpus Iuris Civilis, Hildesheim 1889, ISBN 3-296-12101-3
- Okko Behrends, Rolf Knütel, Berthold Kupisch und Hans Hermann Seiler (Hrsg.): Corpus Iuris Civilis. Text und Übersetzung, Heidelberg 1995 ff., ISBN 3-8114-4533-2 (bisher erschienen: Institutionen; Digesten 1-34 [Stand Februar 2013])
- Rolf Knütel, Berthold Kupisch, Sebastian Lohsse, Thomas Rüfner (Hrsg.): Corpus Iuris Civilis. Die Institutionen. Text und Übersetzung. 4. überarbeitete Auflage. Müller, Heidelberg u. a. 2013, ISBN 978-3-8252-1764-8, (UTB für Wissenschaft – Uni-Taschenbücher 1764 Rechtswissenschaft).
- C.E. Otto, B. Schilling, C.F.F. Sintenis (Hrsg.): Das Corpus Juris Civilis. Focke, Leipzig 1830 (alte deutsche Übersetzung; Digitalisat).
  - 1. Band (Institutionen und Pandekten, Teil 1); 2. Band (Pandekten, Teil 2); 3. Band (Pandekten, Teil 3); 4. Band (Pandekten, Teil 4); 5. Band (Codex, Teil 1); 6. Band (Codex, Teil 2); 7. Band (Novellen)
- Corpus iuris civilis : Justiniani Institutiones. Mit der Glossa ordinaria des Franciscus Accursius und den Summaria des Hieronymus Clarius. Baptista de Tortis, Venedig 14. VIII. 1495 (Digitalisat)
- Corpus iuris civilis : Codex Justinianus. Mit der Glossa ordinaria des Accursius. Nürnberg : Anton Koberger, 30. I. 1488 (Digitalisat)